# Drepanogynis incogitata
Drepanogynis incogitata là một loài bướm đêm trong họ Geometridae.